# Miloslav Špinka
Miloslav Špinka (3. prosince 1919 – 26. dubna 2009, Česko) byl československý motocyklový závodník, reprezentant v ploché dráze a ledové ploché dráze. Patřil k legendám československé ploché dráhy. Jeho synem byl motocyklový závodník Milan Špinka.

## Závodní kariéra
Závodit začal až po druhé světové válce v pětadvaceti letech. Závodil pětadvacet let.V roce 1947 skončil na 3. místě ve Zlaté přilbě Československa.